# Костюм Санти

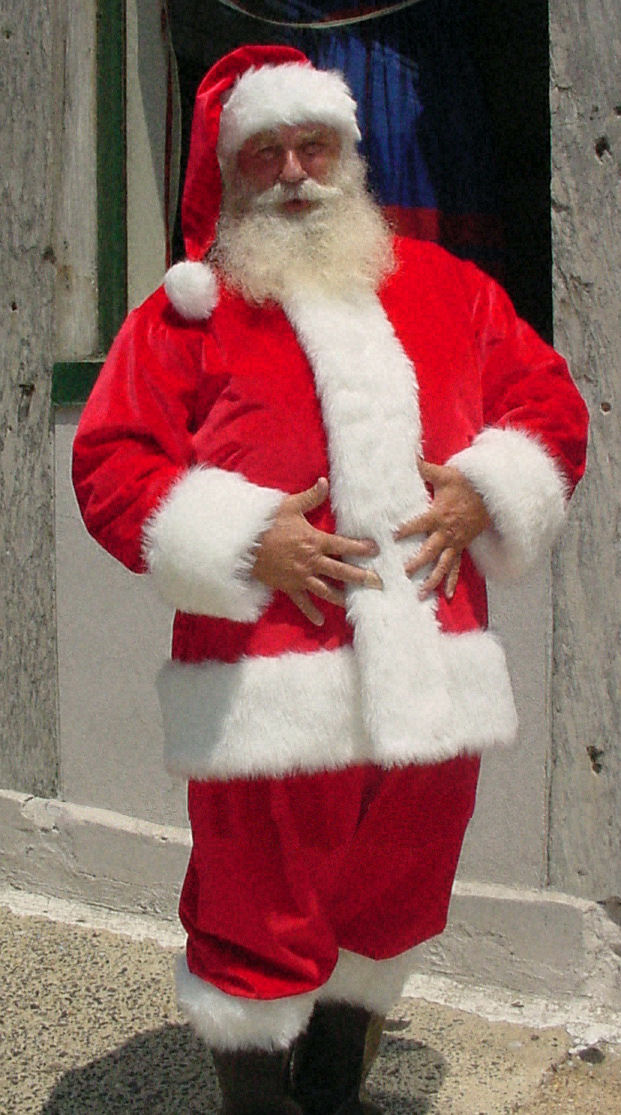
Червоний костюм Санти з білою хутряною обробкою, шапка-панчоха та чорні чоботи. На фото відсутній традиційний широкий чорний ремінь із пряжкою.

Костюм Санти — костюм, який носить людина, яка зображує легендарного персонажа Санта-Клауса. Сучасну американську версію костюма можна віднести до роботи Томаса Наста для журналу Harper's Weekly, хоча часто помилково вважають, що костюм розробив Геддон Сандблом у своїй рекламній роботі для The Coca-Cola Company. Роботи Сундблома стандартизували західний образ Санти та популяризували зображення червоного костюма з білою хутряною окантовкою. Це стало образом американського Санти, тоді як у деяких європейських країнах, де святий Миколай залишається популярним, вбрання є ближчим до релігійного одягу, включаючи митру єпископа.

## Історія

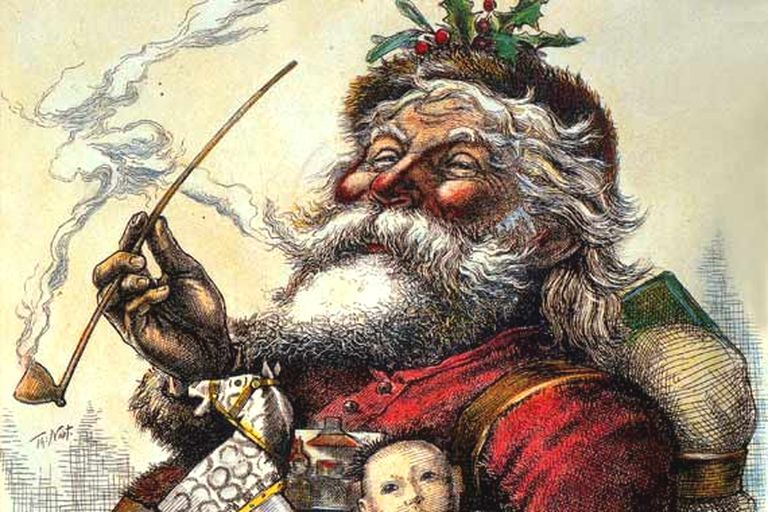
Санта Томаса Наста 1881 року в сучасному костюмі Санти

Перша поява сучасного Санта-Клауса в комплекті з тим, що ми вважаємо костюмом Санта-Клауса, була на малюнках Томаса Наста. Оригінальні малюнки Наста були зображенням маленького Санти, який міг ковзати по димоходах, але його пізніші роботи зробили його повнорозмірним. Він також був першим, хто намалював Санта-Клауса в червоному костюмі з хутряною підкладкою, нічному ковпаку та чорному поясі з великою пряжкою.
До роботи Наста вбрання Санти було коричневого кольору, і саме він змінив його на червоний, хоча він інколи малював Санту в зеленому костюмі. Цю зміну часто помилково приписують роботі Геддона Сундблома, який малював зображення Санти в рекламі компанії Coca-Cola з 1931 року. Хоча робота Сундблома, безумовно, змінила уявлення про Санта-Клауса, червоний костюм був показаний на обкладинках Harper's Weekly принаймні за сорок років до того, як була опублікована його робота для компанії, яка виробляє газовані напої. Сама компанія Coca-Cola приписала червоний колір костюма попереднім роботам Наста. До реклами Coca-Cola образ Санти перебував у стані зміни. Його зображували в різних формах, включаючи як сучасні форми, так і в деяких випадках у вигляді гнома. Це була робота Сундблома, яка стандартизувала форму Санти до більш ранньої роботи Наста, включаючи червоний костюм.

## Дизайн
Існують регіональні відмінності в типі костюма, який носить Санта-Клаус. Як правило, у Сполучених Штатах і Сполученому Королівстві він носить червону куртку з білою хутряною обробкою та штани з широким поясом із пряжками, відповідний капелюх і чорні чоботи. У країнах континентальної Європи, таких як Нідерланди чи Австрія, де Святий Миколай все ще залишається популярним, одяг ближчий до одягу святого, оскільки це довга риза та єпископська митра.